# Joshua Hill
Ne pas confondre avec le pilote américain : Phil Hill
Ne pas confondre avec son grand-père : Graham Hill
Ne pas confondre avec son père : Damon Hill
Joshua Damon Hill, né le 9 janvier 1991, est un ancien pilote automobile britannique originaire du Surrey, en Angleterre. Il est le fils du champion du monde de Formule 1 de 1996, Damon Hill, et le petit-fils du double champion du monde de Formule 1, Graham Hill. Josh Hill, comme son grand-père et son père, utilise un design de casque inspiré des couleurs du London Rowing Club où ses grands-parents se sont rencontrés.

## Carrière

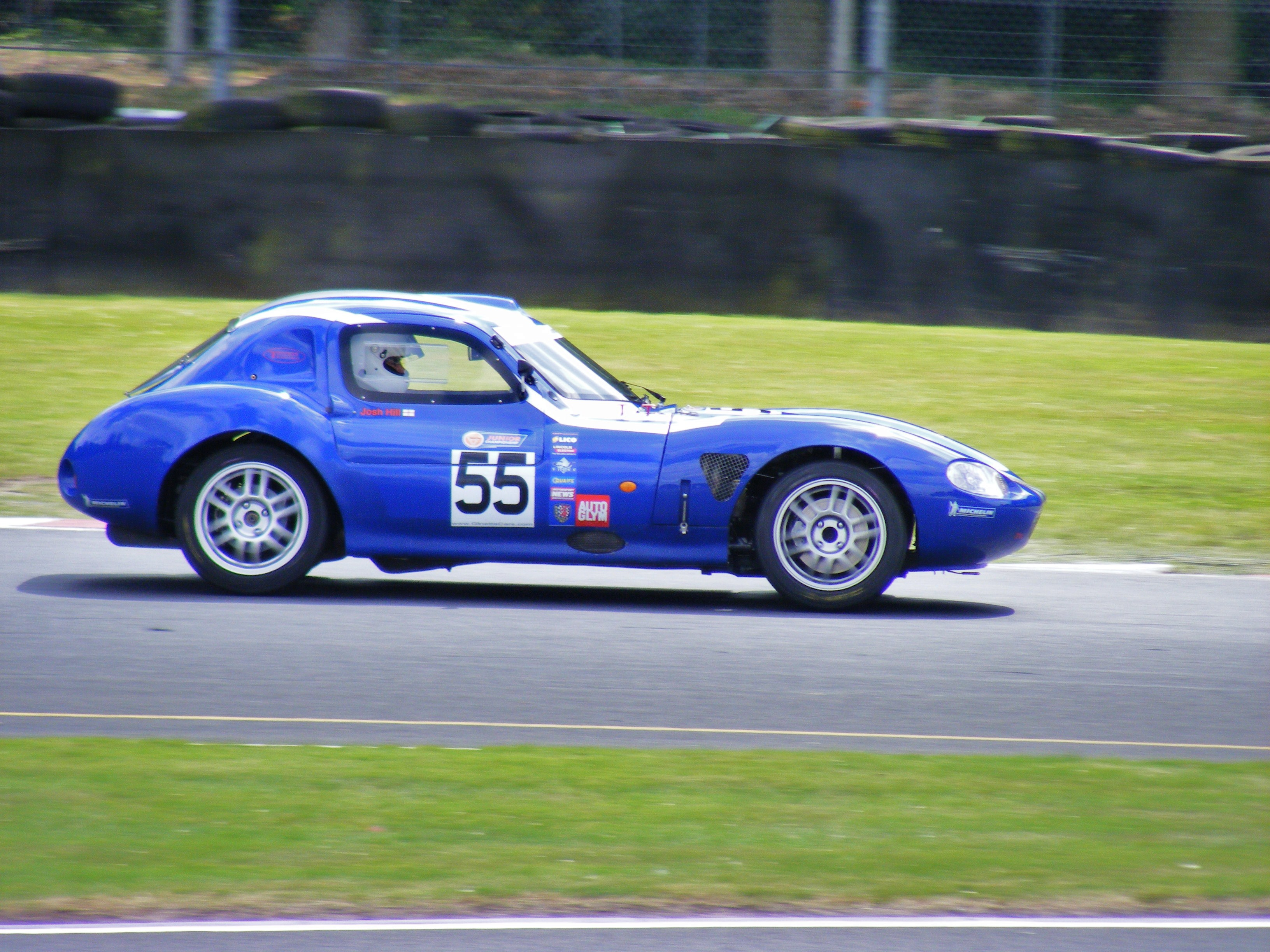
Josh Hill à la sortie d'Old Hall Corner à Oulton Park lors de la séance de qualification pour les Ginetta Juniors le 26 07 2007.

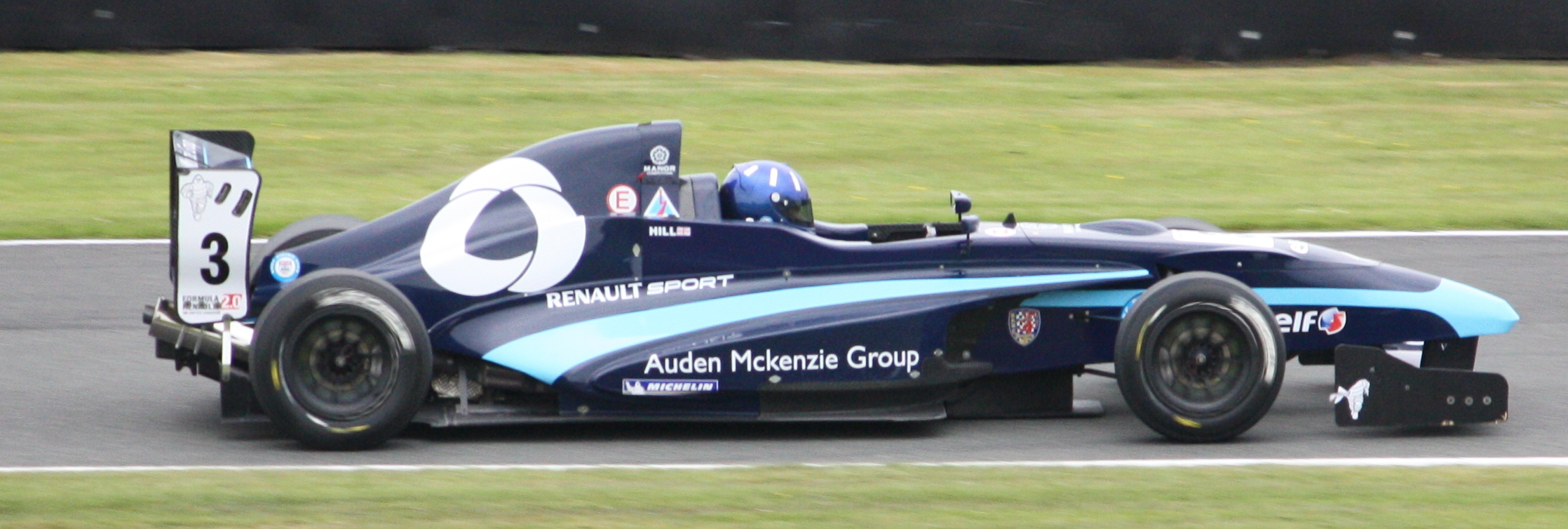
Josh Hill en Formule Renault britannique.

Joshua Hill débute en karting l'âge de 13 ans. En 2008, il pilote en GT. Il termine troisième du championnat britannique Ginetta GT Junior et remporte le championnat Ginetta Junior Winter. En 2009, Hill passe à la monoplace et débute pour Jamun Racing en Formule Ford britannique. Il termine sa première saison à la onzième place avec deux podiums, tandis que son coéquipier James Cole (en) remporte le titre de champion. En 2010, Hill remporte cinq courses en Formule Ford britannique et se classe cinquième au classement général final tandis que Scott Pye (en), son coéquipier, remporte à nouveau le championnat. Hill participe également à deux courses de Formule Ford Benelux, terminant une fois sur le podium.
Fin 2010, Joshua Hill participe à la série hivernale britannique de Formule Renault pour Manor Motorsport. Avec un podium, il termine la saison à la neuvième place. Début 2011, Hill conduit pour ETEC Motorsport dans la Toyota Racing Series, la série de monoplaces la plus relevée de Nouvelle-Zélande, de style Formule 3, organisées pendant l'hiver européen,. Avec une quatrième place comme meilleur résultat, il termine 13e de ce championnat des antipodes. Il débute ensuite en Formule Renault britannique chez Manor Competition,,. Avec deux quatrièmes places comme meilleurs résultats, il termine septième du championnat et meilleur pilote de Manor. Hill participe également à quatre courses de Formule Renault d'Europe du Nord pour KTR, avec là encore une quatrième place comme meilleur résultat. À l'issue de cette saison, il dispute la série hivernale de Formule Renault britannique pour Fortec Motorsport. Joshua Hill décroche la pole position lors des six courses, en gagne deux et termine cinquième du championnat. Il remporte sa première victoire lors de la finale en novembre.
En 2012, Hill recommence la saison pour ETEC Motorsport dans la Toyota Racing Series en Nouvelle-Zélande. Hill remporte la victoire lors de la manche d'ouverture du championnat. D'autres podiums suivent au fil de la saison, avec deux deuxième et deux troisième places. Au classement général, il obtient encore la quatrième place en fin de saison, en étant le meilleur pilote de son équipe. Par la suite, Hill devait s'engager en Formule Renault britannique pour Fortec Motorsport. Cependant, le championnat n'a finalement pas lieu, et Hill débute en Formule Renault nord-européenne, toujours pour Fortec Motorsport. Joshua Hill, remporte cinq courses et termine troisième du championnat. Par ailleurs, Hill participe à quatre courses de la Formule Renault 2.0 Eurocup pour Fortec. Hill participe à la Coupe de Formule Renault 2.0 d'Europe du Nord, remporte cinq victoires termine troisième au général.
En 2013, Joshua Hill obtient un volant en Championnat d'Europe de Formule 3 chez Fortec. À Hockenheim, il monte sur le podium avec une deuxième place. Le 9 juillet 2013, Joshua Hill quitte le championnat et annonce sa retraite du sport automobile,, alors que la saison n'est qu'à mi-chemin et qu'il occupe toujours la dixième place du classement général.

## Résultats en carrière
| Saison    | Catégorie                                                     | Équipe                    | Courses | Gagne | pole position | N° | Podium | Points | Position |
| --------- | ------------------------------------------------------------- | ------------------------- | ------- | ----- | ------------- | -- | ------ | ------ | -------- |
| 2008      | Championnat PlayStation de Grande-Bretagne Ginetta GT Juniors | TollBar Racing            | 24      | 0     | 3             | 1  | 10     | 471    | 3e       |
| 2008      | Championnat hivernal de Grande-Bretagne Ginetta GT Juniors    |                           | 4       | 2     | 4             | 3  | 4      |        | Champion |
| 2009      | Formule Ford britannique                                      | Jamun Racing              | 25      | 0     | 0             | 2  | 2      | 257    | 11e      |
| 2009      | Festival Formule Ford - Duratec - Pre finals                  |                           | 2       | 0     | 0             | 0  | 0      | 0      | NS       |
| 2009      | Festival Formule Ford - Duratec class                         | Jamun Racing Service Ltd. | 1       | 0     | 0             | 0  | 0      | N/A    | 10e      |
| 2010      | Formule Ford britannique                                      | Jamun Racing              | 25      | 5     | 3             | 2  | 12     | 444    | 5e       |
| 2010      | Formule Ford Duratec Benelux                                  | Jamun Racing              | 2       | 0     | 0             | 0  | 1      | 28     | 12e      |
| 2010      | Festival Formule Ford - Duratec class                         | Jamun Racing              | 3       | 0     | 0             | 1  | 1      | 0      | NS*      |
| 2010      | Festival Formule Ford - Duratec class                         | Jamun Racing Service Ltd. | 1       | 0     | 0             | 0  | 0      | N/A    | 7e       |
| 2010      | Formule Renault britannique (saison hivernal)                 | Manor Competition         | 6       | 0     | 0             | 0  | 1      | 85     | 9e       |
| 2011      | Formule Renault britannique                                   | Manor Competition         | 20      | 0     | 0             | 0  | 0      | 273    | 7e       |
| 2011      | Toyota Racing Series (Nouvelle Zélande)                       | ETEC Motorsport           | 12      | 0     | 0             | 0  | 0      | 368    | 13e      |
| 2011      | Coupe d'Europe du Nord de Formule Renault 2.0                 | KTR                       | 10      | 0     | 0             | 0  | 0      | 92     | 16e      |
| 2011      | Final Formule Renault britannique (saison hivernale)          | Fortec Motorsports        | 6       | 2     | 6             | 2  | 2      | 87     | 5e       |
| 2012      | Coupe d'Europe de Formule Renault 2.0                         | Fortec Motorsports        | 4       | 0     | 0             | 0  | 0      | 8      | 25e      |
| 2012      | Coupe d'Europe du Nord de Formule Renault 2.0                 | Fortec Motorsports        | 20      | 5     | 2             | 3  | 7      | 311    | 3e       |
| 2012      | Toyota Racing Series New Zealand                              | ETEC Motorsport           | 14      | 1     | 1             | 0  | 5      | 629    | 4e       |
| 2012/2013 | MRF Challenge - Formule 2000                                  |                           | 4       | 1     | 0             | 1  | 3      | 64     | 7e       |
| 2013      | Championnat d'Europe de Formule 3                             | Fortec Motorsports        | 15      | 0     | 0             | 0  | 1      | 56     | 12e      |
| 2013      | Masters de Formule 3                                          | Fortec Motorsports        | 1       | 0     | 0             | 0  | 0      | N/A    | 15e      |

- – Hill n'a pas été inclus dans le classement.